# جواو فيليبي أنتونيس
جواو فيليبي أنتونيس (بالبرتغالية: João Felipe Antunes‏) هو لاعب كرة قدم برازيلي، ولد في 11 مارس 1992 في بورتو أليغري في البرازيل. لعب مع نادي فلامنغو.